# Velika nagrada Italije 1921
Velika nagrada Italije 1921 je bila druga in zadnja dirka Grandes Épreuves v sezoni Velikih nagrad 1921. Odvijala se je 4. septembra 1921 v mestu Brescia in je bila prva dirka za Veliko nagrado Italije.

## Rezultati

### Dirka
| Poz | Št | Dirkač         | Moštvo                | Dirkalnik | Krogi | Čas/Odstop |
| --- | -- | -------------- | --------------------- | --------- | ----- | ---------- |
| 1   | 11 | Jules Goux     | Etablissements Ballot | Ballot 3L | 30    | 3:35:09    |
| 2   | 8  | Jean Chassagne | Etablissements Ballot | Ballot 3L | 30    | 3:40:52    |
| 3   | 2  | Louis Wagner   | Fiat SpA              | Fiat 802  | 30    | 3:45:33    |
| Ods | 4  | Ralph de Palma | Etablissements Ballot | Ballot 3L | 21    |            |
| Ods | 10 | Ugo Sivocci    | Fiat SpA              | Fiat 802  | 18    | Motor      |
| Ods | 6  | Pietro Bordino | Fiat SpA              | Fiat 802  | 16    |            |

- Najhitrejši krog: Pietro Bordino 6:54.2